# Simon Clarke (Politiker)

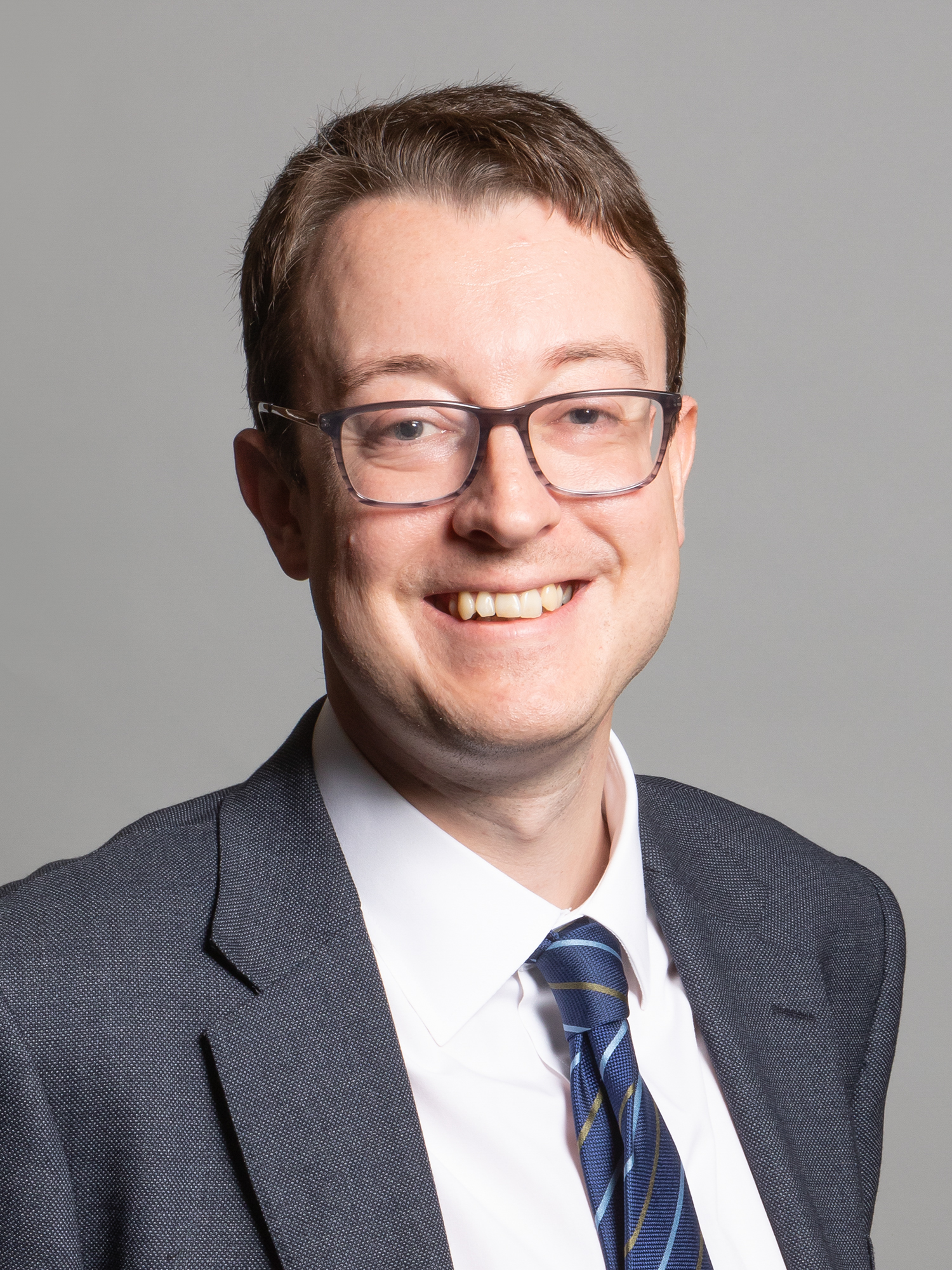
Simon Clarke (2020)

Sir Simon Richard Clarke, PC (* 28. September 1984 in Stockton-on-Tees, County Durham, England) ist ein britischer Politiker der Conservative Party, der von 2017 bis 2024 Mitglied des Unterhauses (House of Commons) war und verschiedene Regierungsämter bekleidete. Im Kabinett Truss fungierte er zwischen dem 6. September und dem 25. Oktober 2022 als Minister für Nivellierung, Wohnungswesen und Gemeinden (Secretary of State for Levelling Up, Housing and Communities).

## Leben

### Studium, berufliche Laufbahn und Unterhausabgeordneter
Simon Richard Clarke, Sohn des Solicitor Richard Clarke und dessen Ehefrau Jill Clarke, wuchs in Marton und absolvierte nach dem Besuch der Red House School in Norton ein Studium der Geschichte am University College der University of Oxford. Während seines Studiums engagierte er sich 2006 als Vorsitzender der Oxford University Conservative Association (OUCA). Nach Abschluss seines absolvierte er in London selbst eine Ausbildung zum Solicitor in der Anwaltskanzlei Slaughter and May und wurde danach 2010 zunächst Mitarbeiter des Unterhausabgeordneten für Esher and Walton Dominic Raab, ehe er als Mitarbeiter in das Büro des Unterhausabgeordneten für Beverley and Holderness Graham Stuart wechselte.
Bei der Unterhauswahl am 7. Mai 2015 kandidierte er für die konservativen Tories im Wahlkreis Middlesbrough für ein Mandat im Unterhaus, belegte allerdings nur den dritten Platz. Bei der Unterhauswahl am 8. Juni 2017 wurde Clarke für die konservativen Tories im Wahlkreis Middlesbrough South and East Cleveland erstmals zum Mitglied des Unterhauses (House of Commons) gewählt und bei der Unterhauswahl am 12. Dezember 2019 wiedergewählt. Zu Beginn seiner Parlamentszugehörigkeit war zwischen dem 18. Dezember 2017 und dem 6. November 2019 Mitglied des Ausschusses für Regulierungsreformen (Committee on Regulatory Reform) sowie zugleich vom 20. Februar 2018 bis zum 6. November 2019 Mitglied des Schatzausschusses (Treasury Committee).

### Juniorminister und Minister
Am 27. Juli 2019 übernahm Clarke im ersten Kabinett Boris Johnson sein erstes Regierungsamt und fungierte auch im darauffolgenden zweiten Kabinett Boris Johnson bis zum 13. Februar 2020 als Schatzsekretär im Schatzamt (Exchequer Secretary, HM Treasury). Im Zuge der Kabinettsumbildung am 13. Februar 2020 übernahm er den Posten als Staatsminister für regionales Wachstum und Kommunalverwaltung im Ministerium für Wohnen, Kommunen und lokale Selbstverwaltung (Minister of State for Regional Growth and Local Government, Ministry of Housing, Communities and Local Government) und verblieb auf diesem Posten bis zum 8. September 2020. Er war zugleich zwischen dem 6. Mai und dem 22. September 2020 Mitglied des Ausschusses des Unterhaussprechers für die Wahlkommission (Speaker’s Committee on the Electoral Commission). Nachdem er vom 8. September 2020 bis zum 16. September 2021 lediglich Hinterbänkler (Backbencer) war, wurde im Rahmen einer Kabinettsumbildung am 16. September 2021 als Nachfolger von Stephen Barclay Chefsekretär des Schatzamtes (Chief Secretary to the Treasury) und bekleidete damit bis zum Ende der Amtszeit von Premierminister Boris Johnson am 6. September 2022 das dritthöchste Amt im Schatzamt (HM Treasury). In dieser Funktion war er seit dem 19. Januar 2022 auch verantwortlich für den Gesetzentwurf über Pensionen im öffentlichen Dienst und Justizämter (Public Service Pensions and Judicial Offices Bill). Daneben wurde er 2021 auch Mitglied des Geheimen Kronrates (Privy Council).
Im Kabinett Truss fungierte Simon Clarke zwischen dem 6. September und dem 25. Oktober 2022 als Minister für Nivellierung, Wohnungswesen und Gemeinden (Secretary of State for Levelling Up, Housing and Communities). Daneben war er vom 7. September bis zum 25. Oktober 2022 erneut Mitglied des Ausschusses des Unterhaussprechers für die Wahlkommission.
Im Rahmen der Resignation Honours beim Rücktritt des ehemaligen Premierministers Boris Johnson wurde Simon Clarke zum Knight Bachelor geschlagen und führt seither den Titel Sir.